# Amarelis De Mera
Amarelis Yorlene De Mera Lasso (nacida el 28 de marzo de 1985) es una futbolista y entrenadora panameña que juega como delantera. Actualmente juega para la Umecit FC de la Liga de Fútbol Femenino de Panamá.

## Trayectoria

### Como futbolista
De Mera había comenzado su carrera en el equipo de la Universidad Tecnológica de Panamá, y pasó posteriormente por otros dos equipos panameños, el ULACIT y el Lady's Sport, antes de recalar en el L'Estartit durante un viaje a España para visitar a una amiga. La panameña, inmediatamente apodada la Ronaldiña panameña por la prensa catalana, debutó el 20 de febrero en el campo del colista, el Cristinenc, y marcó el segundo gol del L'Estartit, que ganó 0-2. Por desgracia sólo pudo jugar 2 de las 6 jornadas que restaban; el 13 de marzo se rompió el ligamento anterior cruzado en el campo del Barcelona B. Con De Mera recuperándose en su país, el L'Estartit cayó en la promoción de ascenso contra el Gijón (que firmaría la peor actuación de la historia de la máxima categoría, con un solo punto). La panameña no regresó a Girona hasta febrero de 2006; no encontró referencias a su aportación al L'Estartit en las últimas jornadas pero el caso es que no renovó y no jugó la promoción, en la que el L'Estartit no pudo con el Atlético de Madrid. Finalmente conseguirían el ascenso en la 2006-07, ya con Marigol en el equipo. Tras su frustrado paso por el fútbol español, De Mera regresó al ULACIT. A finales de julio de 2006 no apareció en una concentración de la selección panameña, por lo que se quedó fuera de su segunda, y última, aparición en la Copa Oro. Al año siguiente la federación panameña eliminó la selección femenina, que sigue inactiva. Posteriormente De Mera militó en el Chorrillo FC y el Cosmos de la Chorrera, hasta que el pasado abril surgió la posibilidad de jugar para el equipo estadounidense Santa Clarita Blue Heat en la USL W-League. Sólo jugó 21 minutos en dos partidos. Volvió a regresar a Panamá en las filas del SD Atlético Nacional saliendo campeona de dicho torneo. En el 2017 disputó la Liga de Fútbol Femenino con el San Francisco FC y también disputó la Liga de Fútbol Femenino (Panamá) 2018. El 19 de marzo de 2019 fue anunciada como nueva jugadora del Tauro FC. Salió campeona con el club del Torneo Apertura 2021, de la Superfinal de Liga de Fútbol Femenino de Panamá 2020-21. El 21 de septiembre de 2021 fue anunciada como nueva jugadora del FC Hapoel Marmorek. En el 2022 regresó al Tauro FC y salió campeona de la Liga de Fútbol Femenino 2022. El 2 de octubre de 2023 fue anunciada como nueva jugadora del CIEX Sports Academy. Fue subcampeona de la Torneo Apertura 2024 Liga de Fútbol Femenino en donde perdieron la final 4 a 0 contra el Santa Fe FC en el COS Sports Plaza. El 24 de julio de 2024 fue anunciada como nueva jugadora del Umecit FC.

### Como entrenadora
En octubre abrió una escuela de fútbol para niñas  llamada Stars ADM en Ciudad de Panamá.

## Selección nacional
Fue una de las primeras jugadoras que formó la Selección Nacional de Panamá; en sus inicios, disputó la Copa de Oro Femenina de la Concacaf de 2002
y con 17 años le marcó un triplete a Trinidad y Tobago en el debut de Panamá en dicha copa.

## Clubes
| Club                 | País           | Año         |
| -------------------- | -------------- | ----------- |
| UTP                  | Panamá         | 1999 - 2000 |
| ULACIT               | Panamá         | 2001 - 2003 |
| Lady's Sport         | Panamá         | 2004 - 2005 |
| UE L'Estartit        | España         | 2005 - 2006 |
| ULACIT               | Panamá         | 2006 - 2009 |
| Chorrillo FC         | Panamá         | 2009 - 2010 |
| Cosmos               | Panamá         | 2011        |
| SC Blue Heat         | Estados Unidos | 2012        |
| SD Atlético Nacional | Panamá         | 2012 - 2014 |
| San Francisco FC     | Panamá         | 2017 - 2018 |
| Tauro FC             | Panamá         | 2019 - 2021 |
| FC Hapoel Marmorek   | Israel         | 2021 - 2022 |
| Tauro FC             | Panamá         | 2022        |
| CIEX Sports Academy  | Panamá         | 2023 - 2024 |
| Umecit FC            | Panamá         | 2024 - Act. |

## Palmarés

### Títulos nacionales
| Título           | Club     | País   | Año     |
| ---------------- | -------- | ------ | ------- |
| Primera División | Tauro FC | Panamá | 2021-A  |
| Superfinal LFF   | Tauro FC | Panamá | 2020-21 |
| Primera División | Tauro FC | Panamá | 2021-C  |
| Primera División | Tauro FC | Panamá | 2022    |